# 315
Правління Костянтина Великого у Римській імперії. У Китаї править династія Західна Цзінь, в Японії триває період Ямато. У Персії править династія Сассанідів.
На території лісостепової України Черняхівська культура. У Північному Причорномор'ї готи й сармати.

## Події
- Імператори Костянтин Великий та Ліциній здобувають перемоги над сарматами, готами і карпами на Дунаї, здійснюють каральний похід у Дакію.
- У Римській імперії скасовано розп'яття на хресті як покарання.
- Завершилося спорудження Арки Костянтина.
- Євсевій Кесарійський стає єпископом.

## Народились
- Гімерій